# Carlo Furlanis
Carlo Furlanis (Concordia Sagittaria, 1 de marzo de 1939-Pescia, 2 de julio de 2013) fue un jugador de fútbol profesional italiano que jugaba en la demarcación de defensa.

## Biografía
Carlo Furlanis debutó a los 20 años de edad con el Portogruaro. Tras jugar durante una temporada en el club, fue traspasado al Bologna FC 1909, equipo en el que jugó la mayor parte de su carrera al jugar durante nueve temporadas en las que hizo un total de 4 goles en 199 partidos. Tras acabar su contrato con el club fichó por el AS Bari, y por último por el Empoli FC, club en el que se retiró en 1972. Además Carlo jugó para la selección de fútbol de Italia sub-23.
Carlo Furlanis falleció el 2 de julio de 2013 a los 74 años de edad.

## Clubes
| Club            | País   | Año         | Partidos | Goles |
| --------------- | ------ | ----------- | -------- | ----- |
| Portogruaro     | Italia | 1959 - 1960 | 42       | 7     |
| Bologna FC 1909 | Italia | 1960 - 1969 | 199      | 4     |
| AS Bari         | Italia | 1969 - 1971 | 40       | 0     |
| Empoli FC       | Italia | 1971 - 1972 | 3        | 0     |

## Palmarés
Bologna FC 1909
- Serie A: 1963/64
- Copa Mitropa: 1961